# Brimidius granulipennis
Brimidius granulipennis är en skalbaggsart som beskrevs av Stefan von Breuning 1955. Brimidius granulipennis ingår i släktet Brimidius och familjen långhorningar.
Artens utbredningsområde är Rwanda. Inga underarter finns listade.